# Eriocaulon conicum
Eriocaulon conicum är en gräsväxtart som först beskrevs av Philip Furley Fyson, och fick sitt nu gällande namn av Cecil Ernest Claude Fischer. Eriocaulon conicum ingår i släktet Eriocaulon och familjen Eriocaulaceae. IUCN kategoriserar arten globalt som livskraftig. Inga underarter finns listade i Catalogue of Life.